# Estación de Soto del Henares
Soto del Henares es un apeadero ferroviario en el barrio homónimo de Torrejón de Ardoz, al este de la Comunidad de Madrid. Presta servicio a más de 7.000 viviendas, entre los barrios Soto del Henares, Mancha Amarilla y la Zarzuela, incluyendo el Hospital de Torrejón, así como el nuevo polígono industrial Casablanca. La estación comunica con las líneas de Cercanías Madrid C-2, C-7 y C-8.

## Historia

### Proyecto
Durante años se impide la ejecución de la obra debido a que Adif no responde a las solicitudes del Ayuntamiento para la firma del convenio que permita la construcción del apeadero, que sería financiada y llevada a cabo por el Ayuntamiento, la empresa pública Arpegio de la Comunidad de Madrid y la Junta de Compensación del barrio Soto del Henares. Dicho complejo tenía proyectada una zona comercial con la que se financiaría parte de las obras.
Tras presentar reclamaciones ante el Defensor del Pueblo, éste transmite la respuesta de Adif "debido a las obras de construcción de una línea de Metro desde Chamartín hasta el centro del municipio ejecutada por la Comunidad de Madrid, y con motivo de la cercanía a la misma, no se encuentra aceptada la ejecución del proyecto". 
Durante el año 2011, el presidente de Adif remite un escrito al Defensor del Pueblo indicando que tras estudiar nuevamente el proyecto en construcción de la línea de Metro, se llega a la conclusión de que no interfiere con la futura estación de Cercanías, con lo que se lleva a cabo una reunión con el Ayuntamiento para ultimar el convenio que permita financiar y construir la estación, siendo necesario realizar un nuevo proyecto acorde a la actual situación económica.

### Construcción
El 4 de abril de 2013 el Consejero de Transportes de la Comunidad de Madrid anunció la suspensión "temporal" de las obras de Metro debido a "problemas presupuestarios", indicando que antes del verano se procederá a soterrar las obras realizadas hasta ahora. Al mismo tiempo informó que en el año de 2015 se inauguraron tres proyectos en la ciudad, que se cumplieron dos años después: 
- Remodelación de la actual estación de cercanías
- Construcción de la nueva estación en el barrio Soto del Henares
- Refuerzo de frecuencia de trenes CIVIS (Chamartín-Torrejón-Alcalá-Guadalajara)

El 1 de abril de 2014 el Ayuntamiento de Torrejón de Ardoz, la Comunidad de Madrid y Adif firmaron el convenio por el que llevaron a Torrejón su estación de cercanías.

### Inauguración
El 17 de marzo de 2015 se inauguró la remodelación de la actual estación de cercanías de Torrejón. Y el 31 de agosto de 2015 la presidenta de la Comunidad de Madrid Cristina Cifuentes junto a la ministra de Fomento Ana Pastor Julián inauguraron, a las 17:30 horas, la Estación de Soto del Henares abriendo al público al día siguiente.

## La estación

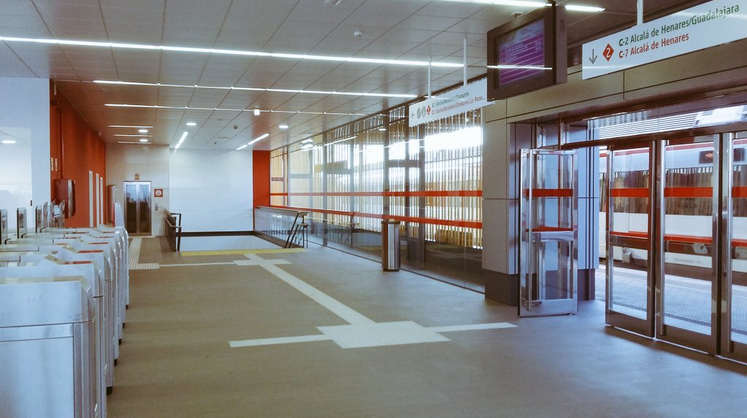
Vestíbulo de la estación de Soto del Henares

Sus instalaciones están compuestas por un edificio principal, que da acceso al andén en dirección a Alcalá de Henares, y otro edificio de menor tamaño a través del que se accede al andén en dirección a Madrid. En el edificio principal se ubican la taquilla, la oficina de atención al cliente y dependencias internas.

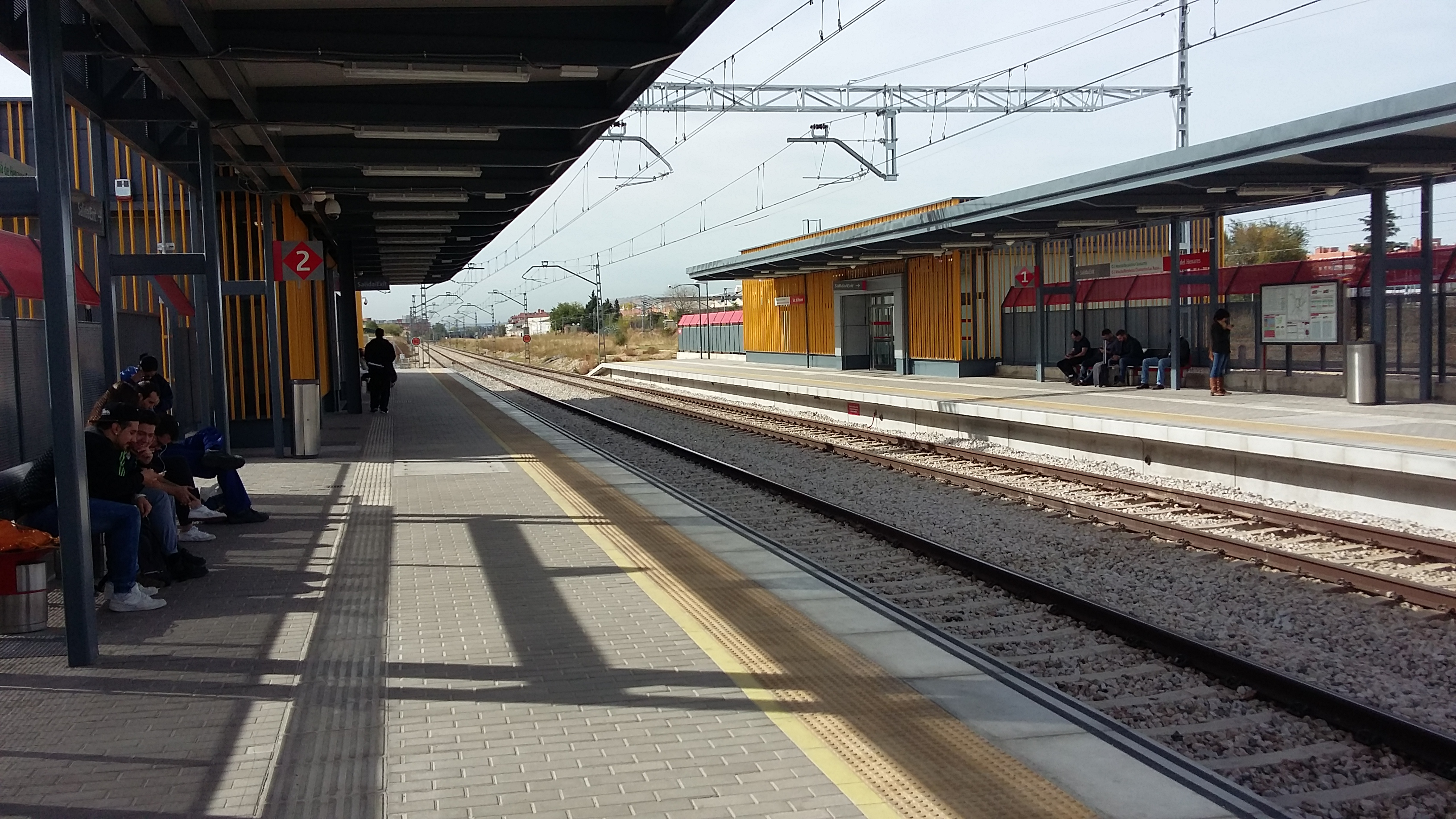
Andenes del apeadero

La nueva estación está dotada de dos andenes de 210 metros de largo y 5 metros de anchura, cubiertos por marquesinas a lo largo de 80 metros. Ambos andenes están unidos por un paso inferior, dotado asimismo de dos ascensores. Posee dos vías. La vía 1 es usada por la línea C-2 en dirección a Chamartín, la C-7 en dirección Príncipe Pío y la C-8 en dirección Cercedilla o El Escorial. La vía 2 es empleada por las líneas C-2 y C-8 en dirección a Guadalajara y por la línea C-7 en dirección a Alcalá de Henares. Junto a la estación hay dos vías más sin acceso a los andenes.
A 150 metros de la estación existe un aparcamiento disuasorio gratuito en altura de 584 plazas que también presta servicio al hospital.

### Accesos
- Avda Jorge Oteiza/Paseo de la Democracia

## Conexiones

### Cercanías

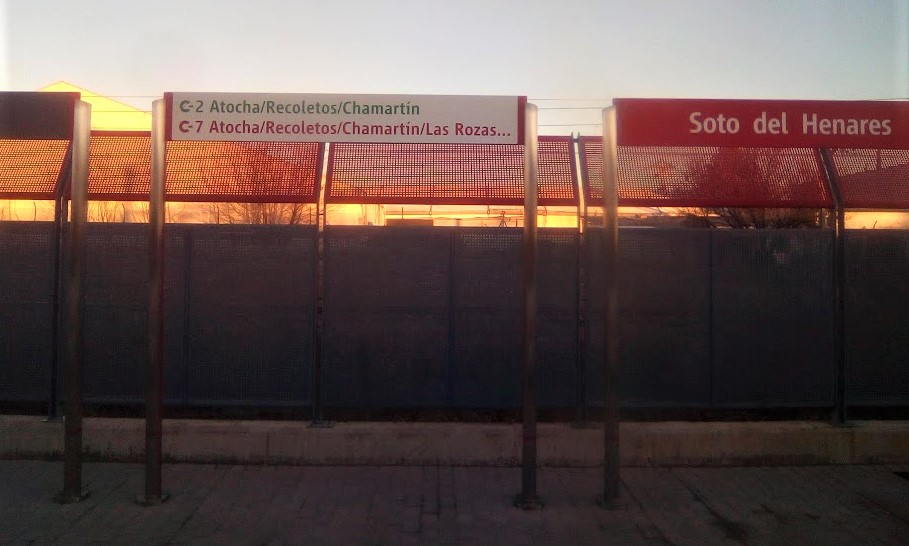
Soto del Henares (Apeadero)

| procedencia/destino                              | < estación        | Línea | estación > | destino/procedencia |
| ------------------------------------------------ | ----------------- | ----- | ---------- | ------------------- |
| Chamartín                                        | Torrejón de Ardoz |       | La Garena  | Guadalajara         |
| Príncipe Pío                                     | Torrejón de Ardoz |       | La Garena  | Alcalá de Henares   |
| Cercedilla                                       | Torrejón de Ardoz |       | La Garena  | Guadalajara         |
| Santa María de la Alameda-Peguerinos El Escorial | Torrejón de Ardoz |       | La Garena  | Guadalajara         |

### Autobuses
La red de autobuses urbanos de Torrejón y la red de autobuses interurbanos de Madrid ofrecen conexiones mediante tres líneas operadas por ALSA, con dos paradas junto a la estación.
| Diurnos |                                  |                                              |          |
| Línea   | Destino                          | Parada                                       | Operador |
| 1A      | Circular Torrejón A              | 19866 Pº Democracia-Est. Soto del Henares    | ALSA     |
| 6       | P. I. Casablanca Plaza de España | 19866 Pº Democracia-Est. Soto del Henares    | ALSA     |
| 1B      | Circular Torrejón B              | 19867 Av. Jorge Oteiza-Est. Soto del Henares | ALSA     |

| Diurnos |                              |                                           |          |
| Línea   | Destino                      | Parada                                    | Operador |
| 224     | Madrid (Avenida de América)  | 19866 Pº Democracia-Est. Soto del Henares | ALSA     |
| 224     | Torrejón de Ardoz (Hospital) | 19868 Pº Democracia-Est. Soto del Henares | ALSA     |